# Islande aux Jeux olympiques d'hiver de 1980
L'équipe olympique d'Islande a participé aux Jeux olympiques d'hiver de 1980 à Lake Placid aux États-Unis. Elle prit part aux Jeux olympiques d'hiver pour la huitième fois de son histoire et son équipe formée de six athlètes ne remporta pas de médaille.